# John Barr (Fußballspieler)
John Barr (Lebensdaten unbekannt) war ein schottischer Fußballtorhüter.

## Karriere
John Barr spielte in seiner Fußballkarriere mindestens drei Spielzeiten für den FC Dumbarton. Dabei war er hinter John McLeod stets Ersatztorhüter. In der ersten Saison 1891/92 gewann er mit Dumbarton die Schottische Meisterschaft. Barr kam dabei fünfmal zum Einsatz. Bis zum Ende der Spielzeit 1893/94 kam er insgesamt elfmal in der höchsten schottischen Liga zum Einsatz.

## Erfolge
mit dem FC Dumbarton
- Schottischer Meister (1): 1892